# Euhesma undeneya
Euhesma undeneya là một loài Hymenoptera trong họ Colletidae. Loài này được Exley mô tả khoa học năm 2002.